# Haemaphysalis anoplos
Haemaphysalis anoplos är en fästingart som beskrevs av Hoogstraal, Uilenberg och Klein 1967. Haemaphysalis anoplos ingår i släktet Haemaphysalis och familjen hårda fästingar.
Artens utbredningsområde är Madagaskar. Inga underarter finns listade i Catalogue of Life.